# Festival della nuova canzone siciliana
Il Festival della nuova canzone siciliana è stato un festival musicale italiano.

## Storia
Nasce come  Festival della canzone siciliana, inaugurato nel 1953, presentato nella sua prima serie da Corrado e inizialmente trasmesso a livello nazionale sulla RAI da Palermo, fino al 1957.
La manifestazione canora ha sempre avuto luogo in Sicilia (a Palermo, e dalla decima edizione della seconda serie a Catania) per 11 nuove edizioni. 
Ripreso nel 1980, è stato condotto da Pippo Baudo, Pino Caruso e Pippo Pattavina dal 1980 al 1987 e nel 1991. 
Dopo una lunga interruzione è tornato nel 2009 e nel 2010 sotto la conduzione di Salvo La Rosa dal teatro ABC di Catania.
Come per Insieme, il programma, a partire dalla decima edizione, veniva anche mandato in onda in contemporanea su Sicilia Channel (decima edizione) e Oasi.TV (undicesima edizione) sulla piattaforma satellitare Sky e replicato su Teletna.
Il festival, oltre alle gare musicali, dava spazio alla comicità (con i comici Enrico Guarneri Litterio, Salvatore Mancuso Toti e Salvatore La Mantia Totino, da Insieme, nelle edizioni 10 e 11) e ospitava cantanti famosi.
Essendo il Festival della nuova canzone siciliana, questo conteneva tutte canzoni in lingua siciliana.

## Edizioni
Delle prime tre edizioni del nuovo festival sono state prodotte versioni anche per Telesicilia di Palermo e RTP - Radio Televisione Peloritana di Messina (1980, 1981 e 1982).

Pippo Baudo, Mino Reitano e Nino Lombardo alla prima edizione del festival.

- 1º Festival della nuova canzone siciliana, 1980, condotto da Pippo Baudo
- 2º Festival della nuova canzone siciliana, 1981, condotto da Pippo Baudo
- 3º Festival della nuova canzone siciliana, 1982, condotto da Pippo Baudo
- 4º Festival della nuova canzone siciliana, 1983, condotto da Pippo Baudo
- 5º Festival della nuova canzone siciliana, 1984, condotto da Pippo Baudo
- 6º Festival della nuova canzone siciliana, 1985, condotto da Pino Caruso
- 7º Festival della nuova canzone siciliana, 1986, condotto da Pippo Pattavina
- 8º Festival della nuova canzone siciliana, 1987, condotto da Pippo Pattavina
- 9º Festival della nuova canzone siciliana, 1991, condotto da Pippo Pattavina e Salvo La Rosa
- 10º Festival della nuova canzone siciliana, 2009, condotto da Salvo La Rosa
- 11º Festival della nuova canzone siciliana, 2010, condotto da Salvo La Rosa

### Canzoni vincitrici
- 1980: Sta terra 'ncantevuli (Rosalinda)
- 1981: Sona chitarra mia (Filippo Alotta)
- 1982: Tu malatia (Franco Morgia, autori G. Agate - S. Biondi)
- 1983: I Malavoglia (Rosario Todaro, scritta da Fredy Garozzo)
- 1984: "Paese mio" (Beppe Di Francia)
- 1985: "Fantasia" (Franco Mertoli)
- 1986: "Barcarola siciliana" (Dino Zullo)
- 1987: "Si fussi cca ccu mmia" (Mario Puglisi)
- 1991: "Tutti a mari" Giusy De Pasquale
- 2009: Salina (Mario Incudine)
- 2010: premio Sicilia: Muddichedda Muddichedda (Vincenzo Spampinato), premio Trinacria: Tarantella blues (I Beddi)

## Orchestre
Fino alla nona edizione, l'orchestra era diretta da Nino Lombardo.
A partire dalla decima edizione, l'orchestra che accompagnava i cantanti al festival era invece quella di Peppe Arezzo, che è anche pianista e arrangiatore.
Alla batteria c'era Enzo Augello, alle percussioni Peppe Tringali, alle tastiere Fabio Iacono e Vincenzo Fontes, al basso Filippo Di Pietro, al sax Rino Cirinnà, alla chitarra acustica Maurizio Diara sostituito poi da Edoardo Musumeci e a quella elettrica Placido Salamone, al violino Giovanni Cucuccio, al violoncello Salvo Mammoliti, al mandolino Pippo Grillo e alla fisarmonica Gino Finocchiaro.
I componenti del coro erano Ferdinando Sparacino, Roberta Zitelli, Antonella Anastasi ed Enea.